# Dobrzeszów
Dobrzeszów – wieś w Polsce, położona w województwie świętokrzyskim, w powiecie kieleckim, w gminie Łopuszno.
W latach 1975–1998 wieś administracyjnie należała do województwa kieleckiego. W miejscowości znajduje się jeden ze szczytów Gór Świętokrzyskich – Góra Dobrzykowska. Przez wieś przechodzi  niebieski szlak turystyczny z miejscowości Pogorzałe do Kuźniaków.
W miejscowości jest szkoła podstawowa oraz kościół parafialny im. św. Józefa Robotnika.

## Integralne części wsi
| SIMC    | Nazwa       | Rodzaj    |
| ------- | ----------- | --------- |
| 0248349 | Działy      | część wsi |
| 0248361 | Podgóra     | część wsi |
| 0248355 | Przyborowie | część wsi |

## Historia
Dobrzeszów w wieku XIX wieś rządowa w powiecie kieleckim, gminie Snochowice, parafii Łopuszno w pobliżu drogi bitej z Włoszczowy do Kielc.
W 1827 r. było tu 21 domów i 158 mieszkańców